# Scabiosa nitens
Scabiosa nitens é uma planta pertencente à família Dipsacaceae, endémica das ilhas dos Açores onde surge em todas as ilhas exceto na ilha Graciosa.